# Jupiter Hammon
 (décembre 2018).
Si vous disposez d'ouvrages ou d'articles de référence ou si vous connaissez des sites web de qualité traitant du thème abordé ici, merci de compléter l'article en donnant les références utiles à sa vérifiabilité et en les liant à la section « Notes et références ».
Jupiter Hammon (né le 17 octobre 1711 et mort vers 1806) est le premier poète afro-américain à avoir publié aux États-Unis. Né esclave, Hammon n'a jamais été libéré. Chrétien dévoué, auteur de poèmes et de sermons, Hammon est considéré comme l'un des fondateurs de la littérature afro-américaine.

## Biographie

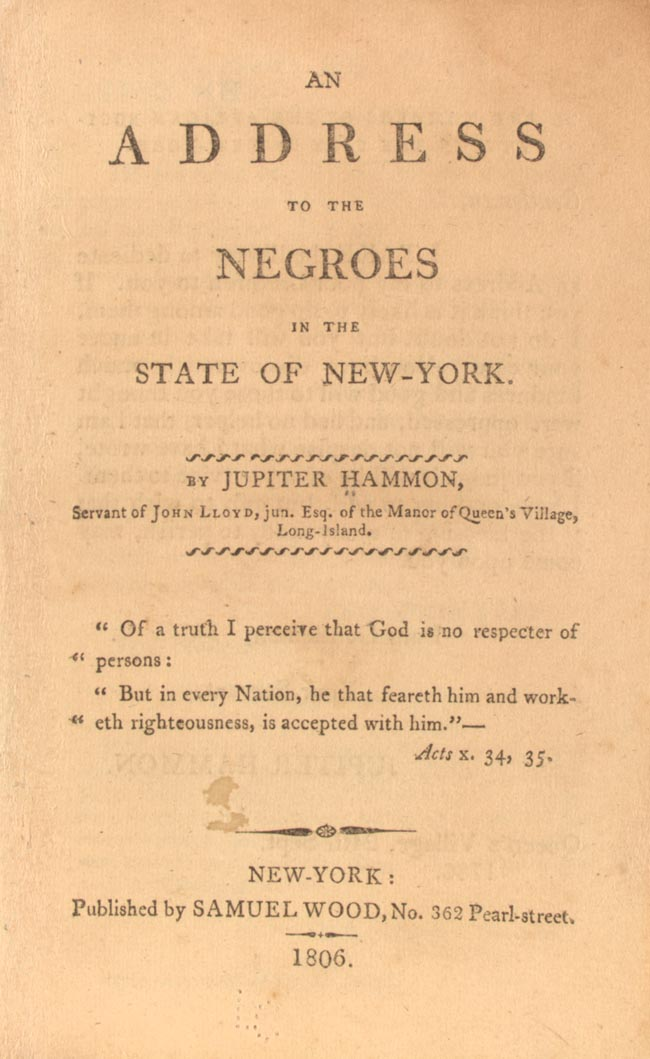
Allocution pour les Nègres de l'État de New York par Jupiter Hammon, 1906

Les parents de Hammon font partie du premier convoi d'esclaves des Lloyd, en 1687. Contrairement à la plupart des esclaves, Obadiah, le père de Hammon, sait lire et écrire. Hammon naît en 1711 dans une maison aujourd'hui connue comme le « Manoir Lloyd », à Lloyd Harbor, dans l'État de New York, non loin de Huntington. Hammon sera détenu par quatre générations successives de la famille Lloyd, laquelle est basée dans le Queens, sur Long Island à New York. 
Les Lloyd encouragent Hammon à suivre l'école avec leurs enfants. Jupiter y apprend à lire et à écrire. Adulte, Jupiter Hammon travaille comme serviteur, clerc, artisan et ouvrier agricole pour le bénéfice de la famille Lloyd. Lors des négociations d'affaires il assiste Henry Lloyd, le chef de famille, qui, s'il loue l'efficacité de Hammon, associe celle-ci au désir d'Hammon que le travail soit rapidement fait. Hammon devient fervent chrétien, comme le sont les Lloyd. 
Son premier poème publié paraît sur placard en 1761 et s'intitule : An Evening Thought. Salvation by Christ with Penitential Cries: Composed by Jupiter Hammon, a Negro belonging to Mr. Lloyd of Queen's Village, on Long Island, the 25th of December, 1760 (Pensée d'un soir. Salut du Christ aux larmes pénitentes : composé par Jupiter Hammon, un nègre appartenant à Mr Lloyd, de Queens, sur Long Island, le 25 décembre 1760.).
Dix-huit années se passent avant sa deuxième publication. En 1778 paraît An Address to Miss Phillis Wheatley (Allocution à l'adresse de Miss Phillis Wheatley). Écrit alors que Lloyd s'installe temporairement avec ses esclaves à Hartford dans le Connecticut du fait de la guerre d'indépendance américaine, ce poème se compose de vingt-et-un quatrains dont chacun est accompagné d'un verset de la Bible. Estimant que l'écriture de la poétesse a succombé à des influences paganistes, Hammon espère que l'allocution qu'il lui adresse lui permettra de revenir dans le droit chemin, c'est-à-dire, ici, à une foi chrétienne. Plus tard, il publie deux autres poèmes et trois sermons.
Bien qu'il ne soit pas libre, Hammon participe à la guerre d'indépendance américaine dans différents groupes dont le Spartan Project de la Société africaine de New York (the African Society of New York City). A l'occasion de l'inauguration publique de la Société africaine de New York, le 24 septembre 1786, à l'âge de 76 ans, ayant passé toute sa vie en esclavage, Hammon donne un discours titré Address to the Negroes do the State of New-York, également connue comme Discours de Hammon. Il y dit : « Si jamais nous devons aller au Paradis, nous ne devrions y trouver personne pour nous reprocher d'être noirs, ou d'être esclaves. » Hammon y dit également que si lui-même n'a pas le désir d'être libre, il souhaite que les autres noirs, et spécialement les jeunes le soient.
Ce discours se construit sur des paradigmes chrétiens et des éléments théologiques. Par exemple, Hammon affirme que les Noirs devraient maintenir haute leur moralité car être esclave leur assure une place au paradis. Il y promeut une libération progressive afin de mettre un terme à l'esclavage. Les universitaires pensent aujourd'hui que Hammon raillait ce plan parce qu'il pensait qu'une libération immédiate de tous les esclaves serait difficile à accomplir. Les quakers de New York, qui militaient pour une abolition de l'esclavagisme, ont publié le discours de Hammon qui a été ensuite réimprimé par plusieurs groupes abolitionnistes, dont le Pennsylvania Society for Promoting the Abolition of Slavery.
Deux décennies après la guerre d'indépendance et la création d'un nouveau gouvernement, les états du Nord abolissent l'esclavage. Au sud, dans les états limitrophes, certains propriétaires affranchissent leurs esclaves, à tel point que la proportion d'afro-américains libres passe de moins de un pour cent en 1790 à plus de dix pour cent en 1810. Ainsi, en 1810, le nombre d'Afro-Américains libres était de 186 446 personnes soient 13,5 pour cent de l'ensemble des afro-américains.
Le discours de Hammon et sa poésie apparaissent souvent dans les anthologies mettant en lumière les Afro-Américains et les premiers auteurs américains. Hammon est le premier afro-américain connu à avoir publié aux États-Unis (en 1773, Phillis Wheatley, également esclave, publie son premier recueil de poésie à Londres, en Angleterre). La mort de Hammon n'apparaît pas dans les registres. On pense qu'il est mort autour de 1806 (il vivait encore en 1790). Hammon est sans doute enterré dans la propriété des Lloyd. 

## Recherches récentes
Les recherches universitaires de Julie McCown au sujet du poète, dans le cadre de son doctorat, l'ont menée à découvrir un poème inconnu de Hammon conservé dans la bibliothèque des Manuscrits et Archives de l'université Yale. Le poème, daté de 1786, est décrit par la chercheuse comme point de bascule dans les considérations d'Hammon quant à l'esclavage.

## Œuvres
- An address to the negroes in the state of New-York (1787)  (PDF en ligne)
- The Collected Works of Jupiter Hammon: Poems and Essays, dir. Cedrick May. University of Tennessee Press, 2017